# 성유진 (성우)
성유진(1965년 1월 12일 ~ )은 대한민국의 성우이다. 1985년 MBC 10기 공채 성우로 데뷔하였다. 현재는 영국과 미국에 거주하고 있다. 

## 약력
1985년 MBC 10기로 입사해 10여 년 간 왕성한 활동을 하다, 남편을 따라 영국으로 이주하며 성우계를 떠났다. 활동시기에는 주로 라디오 드라마 여주인공 역할을 맡았으며 '당신과 이 밤을'이라는 심야 음악 프로에서 DJ를 맡기도 했다. TV 만화 더빙에서는 소녀와 여성을 중심으로, 활기차고 명랑한 소녀부터 차분하고 지적인 아가씨까지 여러 가지 타입을 연기했으며 외화에서도 다수의 여주인공 더빙을 담당했다. 또 각종 CF, 다큐멘터리 나레이션 등 폭 넓은 영역에서 활동했다.

## 출연 작품

### 애니메이션
- 금발의 제니 (MBC) - 제니 맥도웰
- 그림명작동화 (MBC)
- 기동경찰 패트레이버 (투니버스) - 오유리
- 꼬마마녀 노노 (MBC) - 노노
- 꿈돌이 (MBC) - 꿈돌이(나중)
- 동물 보물섬 (MBC)
- 디어 브라더 (투니버스) - 나나
- 루팡 3세 (투니버스)
- 마이티 마우스 (MBC)
- 몬타나 존스 (MBC) - 멜리사
- 무적고양이 팬텀 (MBC) - 푸른이
- 미래소년 코난 (MBC) - 라나
- 붉은광탄 질리온 (투니버스) - 애플
- 비틀쥬스 (MBC)
- 세느강의 별 (MBC) - 시몬느 / 세느강의 별(처음)
- 슈퍼 그랑죠 (SBS) - 데빌리아(에느마), 라비, 제롬의 어머니
- 신비한 바다의 나디아 (MBC) - 그랑디스 그랑바
- 아기공룡 덴버 (SBS) - 케이시
- 알프스의 메아리 (MBC) - 마리아
- 요술공주 밍키 (SBS) - 라임 공주
- 우주 불새 (MBC) - 올가
- 윈드리아의 영웅 (MBC) - 베로니카 공주
- 지구로 (MBC) - 카리나
- 출동! 12레인저 (투니버스) - 키키
- 출동! 러쉬맨 (MBC) - 소피아
- 캠프캔디 (투니버스) - 로빈, 빙키
- 키다리 아저씨 (MBC) - 쥬디 애버트
- 플랜더스의 개 (EBS) - 아로아
- 피터팬의 모험 (MBC) - 팅커벨
- 환상게임 (투니버스) - 강미주

### 극장용 애니메이션
- 비버리 힐즈에 간 고양이들 (MBC)
- 무적의 탱크 태무진 (MBC)
- 머털도사 (MBC) - 묘선
- 미녀와 야수 (극장) - 벨
- 찰리 브라운의 유럽여행 (MBC)
- 포카 혼타스 (극장) - 포카 혼타스
- 피터팬 (극장) - 웬디
- 리틀 네모 (비디오) - 가밀 공주

### 영화
- 이연걸의 정무문 (MBC) - 미쯔코 (나카야마 시노부)
- 공주는 못말려 (SBS) - 판타가로우(알레산드라 말티네스)
- 공포의 바다 (MBC) - 레이 (니콜 키드먼)
- 그렘린 (MBC) - 케이트 버링거 (피비 케이츠)
- 라이징 선 (MBC)
- 레미제라블 (SBS) - 코제트(크리스티안 진)
- 로보캅 2 (MBC) - 루이스 (낸시 앨런)
- 로보캅 3 (MBC) - 루이스 (낸시 앨런)
- 마스크 (SBS) - 티나 (캐머런 디애즈)
- 마이 걸 (MBC) - 베이다 (애나 클럼스키)
- 미스틱 피자 (SBS) - 조조 (릴리 테일러)
- 뱀파이어 해결사 (MBC) - 버피 (크리스티 스완슨)
- 붉은 가마 (MBC)
- 썬더하트 (MBC)
- 아직은 사랑을 몰라요 (SBS) - 사만다 (몰리 링 월드)
- 어머니 나를 다시 사랑해 주세요 (MBC) - 어머니 (양귀매)
- 언제나 마음은 태양 (MBC) - 바바라(룰루 케네디케언스)
- 언터처블 (MBC) - 캐서린 (퍼트리샤 클라크슨)
- 에이틴 어게인 (SBS) - 종업원(낸시 폭스)
- 에일리언 2 (SBS) - 뉴트 (캐리 핸)
- 이연걸의 영웅 (MBC) - 방 형사 (매염방)
- 이연걸의 탈출 (SBS) - 아걸의 아내(관수미)
- 차이나 레이크 살인사건 (MBC)
- 천녀유혼 2 (SBS) - 청풍 (왕조현)
- 화중선 (SBS) - 주연(왕조현)
- 황비홍 (SBS) - 소군 (관지림)
- 히틀러의 부활 (MBC) - 찰리 (미란다 리차드슨)
- 4차원의 포로 (SBS) - 도리스(파멜라 브럴)

### 외화
- 베이사이드 얄개들 (SBS) - 켈리 (티퍼니 티센)
- 중국룡 (MBC) - 석소연(소연, 엽전진)

### 방송
- 이야기 속으로 (MBC) - 해설

### 게임
- 3×3 EYES ~ 흡정공주 - 파이

### CM
- 쥬리아 수세미